# Charles Coda
Pour les articles homonymes, voir Coda.
Charles François Coda, né le 23 mars 1874 à Saint-Étienne et mort le 26 décembre 1924 à Nice, est un compositeur franco-italien.

## Biographie
Le 19 décembre 1894, il est annoncé comme violoncelliste au programme du concert donné au bénéfice du dispensaire des enfants malades (Marseille).
En 1921, Pietro Lamy (ténor), « lance à l'Opéra de Marseille » le titre Vieni (paroles de André Lénéka).
En 1924, il compose la chanson-marche officielle du carnaval de Nice, Nisskiri !, sur des paroles de E. Dernay.
Il a notamment été publié par Decourcelle (Nice), Brochu (Lyon).
Compositeur d'un titre chanté par Félix Mayol, Pitchitchi (paroles Henri Christiné et Géo Charley, éd. Christiné, 1919).